# 141ª Brigata meccanizzata
La 141ª Brigata meccanizzata autonoma (in ucraino 141-ша окрема механізована бригада?, 141-ša okrema mechanizovana bryhada, unità militare A4808) è un'unità di fanteria meccanizzata delle Forze terrestri ucraine, subordinata al Comando operativo "Ovest" e con base a Ostroh.

## Storia
La brigata è stata creata il 15 febbraio 2023 come 141ª Brigata fanteria autonoma (in ucraino 141-ша окрема піхотна бригада?, 141-ša okrema pichotna bryhada) durante l'espansione della riserva dell'esercito ucraino, aggregando battaglioni di fucilieri reclutati in diverse regioni dell'Ucraina di competenza del Comando operativo "Ovest". Durante l'estate e l'autunno il personale della brigata è stato sottoposto ad addestramento nella regione di Leopoli.
A marzo 2024 la brigata è stata impiegata al fronte per la prima volta, venendo schierata a difesa del saliente di Robotyne, conquistato durante la controffensiva estiva del 2023, in supporto della 65ª Brigata meccanizzata e dell'82ª Brigata d'assalto aereo. Alla fine di aprile ha ripiegato nella parte settentrionale del villaggio, che è stato parzialmente rioccupato dalla 42ª Divisione fucilieri motorizzata. A dicembre 2024 ha ricevuto in dotazione i veicoli da combattimento BMP-2, venendo quindi riorganizzata come brigata meccanizzata. L'11 marzo 2025 è morto in combattimento il comandante del 2º Battaglione meccanizzato della brigata, capitano Jurij Kostjukevyč.

## Struttura
141ª Brigata fanteria (2023)
- Comando di brigata
- 451º Battaglione fanteria (unità militare A4932)[8]
- 452º Battaglione fanteria (Mukačevo, unità militare A4937)[9]
- 453º Battaglione fanteria (unità militare A4940)[10]
- 454º Battaglione fanteria (unità militare A4943)[11]
- 455º Battaglione fanteria[12]
- 456º Battaglione fanteria (Černivci, unità militare A4949)[13]
- Compagnia ricognizione
- Compagnia controcarri
- Compagnia difesa contraerea
- Compagnia genio
- Compagnia manutenzione
- Compagnia medica

141ª Brigata meccanizzata (2024)
- Comando di brigata[14]
- 1º Battaglione mecccanizzato
- 2º Battaglione meccanizzato
- 3º Battaglione meccanizzato
- Battaglione fanteria motorizzata
- 1º Battaglione fucilieri
- 2º Battaglione fucilieri
- Battaglione sistemi senza pilota "Hells Kitchen"
- Gruppo d'artiglieria
- Compagnia ricognizione
- Compagnia controcarri
- Compagnia difesa contraerea
- Compagnia genio
- Compagnia manutenzione
- Compagnia medica

## Comandanti
- Colonnello Serhij Nazvanov (febbraio 2023 - febbraio 2024)[15]
- Colonnello Pavlo Hora (febbraio 2024 - agosto 2025)[16]
- Colonnello Bohdan Ševčuk (agosto 2025 - in carica)